# Chirlan (source)
Chirlan est une source minérale sur le territoire du village de Chirlan de la région de Choucha en Azerbaïdjan. La source se trouve à 18 km à l'ouest de Choucha. 